# Elección legislativa de Francia de 1906
Las elecciones legislativas de Francia de 1906 se realizaron el 6 y 10 de mayo de 1910.

## Resultados
| Partido | Partido                                           | Votos     | % Votos |
| ------- | ------------------------------------------------- | --------- | ------- |
|         | Partido Republicano, Radical y Radical Socialista | 2.514.508 | 28.53%  |
|         | Federación Republicana                            | 1.864.557 | 21.16%  |
|         | Acción Liberal Popular                            | 1.238.048 | 14.14%  |
|         | Sección Francesa de la Internacional Obrera       | 877.221   | 9.95%   |
|         | Nacionalistas                                     | 717.137   | 8.14%   |
|         | Alianza Republicana Democrática                   | 703.912   | 7.99%   |
|         | Radicales Independentes                           | 692.029   | 7.85%   |
|         | Socialistas Independentes                         | 205.081   | 2.33%   |

- Datos: Q2392456